# John D. Clarke

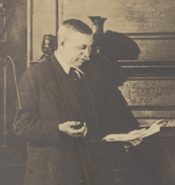
John D. Clarke (1931)

John Davenport Clarke (* 15. Januar 1873 in Hobart, Delaware County, New York; † 5. November 1933 bei Delhi, New York) war ein US-amerikanischer Politiker. Zwischen 1921 und 1925 sowie nochmals von 1927 bis 1933 vertrat er den Bundesstaat New York im US-Repräsentantenhaus.

## Werdegang
John Clarke besuchte die öffentlichen Schulen seiner Heimat. Im Jahr 1898 absolvierte er das Lafayette College in Easton (Pennsylvania). Danach studierte er am Colorado College in Colorado Springs die Fächer Wirtschaftslehre und Geschichte. Dann arbeitete er für die Bergbauabteilung der Carnegie Steel Co. Zwischen 1901 und 1907 war er als Assistant to the Secretary of Mines für die United States Steel Corporation tätig. Er arbeitete damals auch noch für verschiedene andere Bergbauunternehmen. Nach einem Jurastudium an der Brooklyn Law School und seiner 1912 erfolgten Zulassung als Rechtsanwalt begann er in New York City in diesem Beruf zu arbeiten. 1915 zog er in das Delaware County, wo er in der Landwirtschaft tätig war.
Politisch schloss sich Clarke der Republikanischen Partei an. Bei den Kongresswahlen des Jahres 1920 wurde er im 34. Wahlbezirk von New York in das US-Repräsentantenhaus in Washington, D.C. gewählt, wo er am 4. März 1921 die Nachfolge von William Henry Hill antrat. Nach einer Wiederwahl konnte er bis zum 3. März 1925 zwei Legislaturperioden im Kongress absolvieren. Im Jahr 1924 verfehlte er die Wiederwahl. Nach dem vorläufigen Ende seiner Zeit im US-Repräsentantenhaus arbeitete er wieder in der Landwirtschaft. Bei den Wahlen des Jahres 1926 wurde Clarke erneut im 34. Distrikt seines Staates in den Kongress gewählt, wo er am 4. März 1927 Harold S. Tolley ablöste. Nach drei Wiederwahlen konnte er dort bis zu seinem Tod verbleiben. Seit 1929 war die Arbeit des Kongresses von den Ereignissen der Weltwirtschaftskrise geprägt.
John Clarke starb am 5. November 1933 bei einem Autounfall nahe Delhi und wurde in seinem Geburtsort Hobart beigesetzt. Seine Witwe Marian W. Clarke wurde als seine Nachfolgerin in das US-Repräsentantenhaus gewählt.